# كل شاه خاتون
كل شاه خاتون (بالتركية العثمانية: کل شاہ خاتون)‏، (-1487) هي إحدى زوجات السلطان العثماني محمد الفاتح.

## سيرتها
تزوجت كل شاه خاتون محمد الفاتح في 1449، عندما كان لا يزال أميرًا وحاكمًا لمقاطعة مانيسا، قبيل وفاة السلطان مراد الثاني، وأنجبت له ابنها الوحيد شهزاده مصطفى الابن المُفضَّل لدى والده، وحسب التقاليد العثمانية فإن جميع الأمراء يجب أن يتولوا حكم إحدى المقاطعات كجزء من التدريب، وقد أُرسل مصطفى لحكم قونية ثم أصبح سنجق قيصريَّة، ورافقته والدته في كل ذلك.

## وفاة ابنها
توفي مصطفى في يونيو 1474 وفاة طبيعية، ويُشاع أن الصدر الأعظم محمود باشا تآمر لقتله، وقيل أن مصطفى كان على علاقة مع زوجة محمود باشا مما جعل محمود باشا يتأمر لقتله، ولكن المؤرخ والرحالة البندقي جيوفاني ماريا أنجيليللو - والذي كان في خدمة مصطفى وشهد جنازة الأمير من قيصرية إلى مدينة بورصة حيث دفن - نفى أي دور لمحمود باشا في وفاة مصطفى؛ ومع ذلك فقد قام محمد الفاتح بإعدام محمود باشا بعد وفاة مصطفى بوقت قصير.
كان لمصطفى ابنتان عاشتا مع جدتهما، وعاشوا جميعًا في مع باقي حريم محمد الفاتح بإسطنبول، وتزوجت الابنة الأولى من ابن عمها أحمد بن بايزيد في 1474، وتزوجت الأخرى من عبد الله بن بايزيد في 1480.

## وفاتها
مُنحت كل شاه خاتون قطعة أرض زراعية في 1479، قامت بجعلها وقف في نهاية المطاف لصيانة قبرها في مدينة بورصة، توفيت كل شاه خاتون في عام 1487، ودفنت في مدينة بورصة في قبرها التي بنته بنفسها بالقرب من قبر ابنها مصطفى.